# Fabien Patanchon
Fabien Patanchon (Bordeus, 14 de juny de 1983) va ser un ciclista francès professional des del 2005 fins al 2008. També competí en pista, on aconseguí els seus majors èxits.

## Palmarès en ruta
- 2005
  - 1r al París-Tours sub-23
- 2009
  - Vencedor de 2 etapes al Kreiz Breizh Elites
  - Vencedor d'una etapa al Tour de Nova Caledònia
- 2011
  - Vencedor d'una etapa al Tour de Gironda
  - Vencedor d'una etapa al Tour de Nova Caledònia

### Resultats a la Volta a Espanya
- 2006. 128è de la classificació general

### Resultats al Giro d'Itàlia
- 2007. 131è de la classificació general

## Palmarès en pista
- 2001
  -  Campió d'Europa sub-23 en Madison (amb Matthieu Ladagnous)
- 2003
  -  Campió d'Europa sub-23 en Madison (amb Matthieu Ladagnous)
- 2004
  -  Campió de França en Madison (amb Matthieu Ladagnous)
  -  Campió de França en Persecució per equips